# Distretto di Ganjingzi
Il distretto di Ganjingzi (甘井子区S, Gānjǐngzi QūP) è un distretto della Cina, situato nella provincia di Liaoning e amministrato dalla prefettura di Dalian.